# Armando Castellazzi
Armando Castellazzi (Milano, 7 ottobre 1904 – Milano, 4 gennaio 1968) è stato un allenatore di calcio e calciatore italiano, di ruolo centrocampista, campione del Mondo con la nazionale italiana nel 1934.

## Vita e carriera

### Giocatore

#### Club
Crebbe calcisticamente nell'Inter, con cui esordì il 24 febbraio 1924 in Padova-Inter 1-2, fu per un decennio un punto fermo della squadra neroazzura con la quale giocò per tutta la carriera.
Mediano difensivo dalla notevole continuità di rendimento, con la squadra milanese vinse uno scudetto nel 1930.

#### Nazionale
Conta 3 presenze in Nazionale, nella quale esordì il 1º dicembre 1929 a Milano (Italia-Portogallo 6-1). Campione del mondo nel 1934, venne schierato dal C.U. Vittorio Pozzo nel primo quarto di finale con la Spagna terminato 1-1.

### Allenatore
Ritiratosi dall'attività agonistica dopo 261 presenze e 16 gol, nel 1937 fu sulla panchina dell'Inter. La sua prima stagione si concluse con un settimo posto. L'anno successivo l'Inter conquistò il quarto scudetto della sua storia, divenendo così a trentatré anni il più giovane allenatore in assoluto a laurearsi campione d'Italia nella Serie A a girone unico, record rimasto imbattuto da allora. La vittoria decisiva fu a Bari nell'ultima giornata.
Venne sepolto al Cimitero Maggiore di Milano; in seguito i suoi resti sono stati tumulati in una celletta.

## Statistiche

### Cronologia presenze e reti in nazionale
| Cronologia completa delle presenze e delle reti in nazionale ― Italia | Cronologia completa delle presenze e delle reti in nazionale ― Italia | Cronologia completa delle presenze e delle reti in nazionale ― Italia | Cronologia completa delle presenze e delle reti in nazionale ― Italia | Cronologia completa delle presenze e delle reti in nazionale ― Italia | Cronologia completa delle presenze e delle reti in nazionale ― Italia | Cronologia completa delle presenze e delle reti in nazionale ― Italia | Cronologia completa delle presenze e delle reti in nazionale ― Italia |
| Data                                                                  | Città                                                                 | In casa                                                               | Risultato                                                             | Ospiti                                                                | Competizione                                                          | Reti                                                                  | Note                                                                  |
| --------------------------------------------------------------------- | --------------------------------------------------------------------- | --------------------------------------------------------------------- | --------------------------------------------------------------------- | --------------------------------------------------------------------- | --------------------------------------------------------------------- | --------------------------------------------------------------------- | --------------------------------------------------------------------- |
| 1-12-1929                                                             | Milano                                                                | Italia                                                                | 6 – 1                                                                 | Portogallo                                                            | Amichevole                                                            | -                                                                     |                                                                       |
| 9-2-1930                                                              | Roma                                                                  | Italia                                                                | 4 – 2                                                                 | Svizzera                                                              | Amichevole                                                            | -                                                                     |                                                                       |
| 31-5-1934                                                             | Firenze                                                               | Italia                                                                | 1 – 1                                                                 | Spagna                                                                | Mondiali 1934 - Quarti di finale                                      | -                                                                     |                                                                       |
| Totale                                                                |                                                                       | Presenze                                                              | 3                                                                     |                                                                       | Reti                                                                  | 0                                                                     |                                                                       |

## Palmarès

### Giocatore

#### Club
- Campionato italiano: 1

Internazionale: 1929-1930

#### Nazionale
- Campionato mondiale: 1

Italia 1934

### Allenatore
- Campionato italiano: 1

Internazionale: 1937-1938